# Kahtan Muhammad asz-Szabi
Kahtan Muhammad asz-Szabi (ur. w 1920, zm. w 1981) (arab. قحطان محمد الشعبي) – polityk południowojemeński. Pierwszy prezydent Ludowej Republiki Jemenu Południowego od 30 listopada 1967 do 22 czerwca 1969. Przywódca antybrytyjskiego Frontu Wyzwolenia Narodowego założonego w 1963 roku.